# Chumnongchob Pitthawas
Chumnongchob Pitthawas (* 26. Oktober 1988) ist ein thailändischer Fußballspieler.

## Karriere
Chumnongchob Pitthawas stand bis Ende 2014 beim Chainat Hornbill FC unter Vertrag. Wo er vorher gespielt hat, ist unbekannt. Der Verein aus Chainat spielte in der ersten Liga des Landes, der Thai Premier League. 2014 stand er viermal für Chainat in der ersten Liga im Tor. Die Saison 2015 verpflichtete ihn Ligakonkurrent Chonburi FC. Mit dem Verein aus Chonburi spielte er zweimal in der ersten Liga. Die Hinserie 2016 nahm ihn Ubon UMT United unter Vertrag. Mit dem Verein aus Ubon Ratchathani spielte er in der zweiten Liga, der Thai Premier League Division 1. Zur Rückserie 2016 wechselte er zum Trang FC. Der Verein aus Trang spielte in der dritten Liga, der damaligen Regional League Division 2. Hier spielte Trang in der Southern Region. Mit Einführung der Ligareform 2017 spielte der Klub in der Thai League 3. Hier wurde man der Lower Region zugeteilt. Bei Trang stand er bis Ende 2017 unter Vertrag.
Seit dem 1. Januar 2018 ist Chumnongchob Pitthawas vertrags- und vereinslos.